# Csiky János (orvos, 1816–1856)
Csíksomlyói Csiky János (Fibis, 1816. március 15. – Arad, 1856. július 20.) orvos. Valószínűleg Csiky Ferenc gyógyszerész testvére.

## Élete
A gimnáziumot szülővárosában, orvosi tanulmányait a pesti egyetemen végezte; 1840-ben avatták orvosdoktorrá. Ezután Fabini szemészi kórházában mint segéd működött. 1841-ben Pankotára és 1844-ben Aradra költözött, hol gyakorló orvos és megyei kórházi orvos volt. 1852-ben delejes gyógyintézetet állított föl.

## Munkái
- Értekezés a hályogról. Buda, 1840.
- Orvosi cikkeket irt az Orvosi Tárba 1842-ben.